# Trist (Band)
Trist war eine 2003 gegründete Funeral-Doom- und Depressive-Black-Metal-Band.

## Geschichte
Trist wurde 2003 von Jan Šincl als Ein-Mann-Projekt gegründet. Šincl lud zu diversen Aufnahmen unterschiedliche Musiker als Live- oder Studiounterstützung hinzu. Insbesondere das Schlagzeug ließ er des Öfteren von Gästen einspielen. Šincl bezeichnet die weitere Geschichte des Projektes als uninteressant. Zwischen 2003 und 2007 nahm er diverse Demos, eine Split-EP mit Holomráz sowie fünf Studioalben auf und trat zwei Mal live auf. Mit dem Entschluss, das Projekt zu beenden, veröffentlichte Šincl verbliebene Aufnahmen. Einige der Alben wie Zrcadlení melancholie und Sebevražední andělé wurden in den folgenden Jahren von unterschiedlichen Plattenfirmen neu aufgelegt.
Im Jahr 2009 reaktivierte Šincl Trist und trat wieder live in Erscheinung. Im Oktober 2011 trat Trist mit Heretoir, Fäulnis und Hypotermia in Essen auf. Tobias Gerber nannte es für Metal Hammer einen „sehr ergreifend[en]“ Auftritt, bei welchem „dem Publikum der gesamte Weltschmerz in Klang verpackt“ entgegnet wurde. Das Konzert, zu welchem Kim „( )“ Carlsson von Lifelover und Hypothermia, Trist unterstützte, blieb der letzte Auftritt von Trist. Šincl stellte die Aktivität mit dem Projekt erneut ein. Es folgten lediglich weitere Veröffentlichungen bereits aufgenommenen Materials bis zum Jahr 2013.

## Stil
Das Gros der Veröffentlichungen von Trist wird dem Depressive Black Metal zugerechnet. Lediglich Slunce v snovém kraji, rozplývání, echa… wird der Neoklassik untergeordnet. Die Atmosphäre der Musik gilt als Ausdruck von „Verzweiflung und Todessehnsucht“. Die meisten der Lieder gelten als besonders lang. Viele der Alben bestehen, trotz einer Gesamtspiellänge von mehr als 40 Minuten, aus zwei bis vier Titeln.
Die Musik wird als reduziert umschrieben. Dabei beschränke sich das Projekt „auf simple aber hochemotionale Melodien“. Der Gesang gilt als stark verzerrter und „markerschütternde[r] Kreischgesang“. Das Gitarrenspiel wird als fuzzy und atmosphärisch beschrieben. 
Laut Meredith Schmiedeskamp vom Rock Hard ließen sich die „repetitiven […] Midtemporiffs“ kaum unterscheiden. Dabei stünden die Gitarre und der Gesang im Vordergrund, die Rhythmusinstrumente demgegenüber reduziert im Hintergrund.

## Diskografie
- 2004: Do tmy žalu i nicoty (Demo, Nový Úsvit Productions)
- 2005: Prach nesvěta (Demo, Selbstverlag)
- 2005: Pustota (Demo, Selbstverlag)
- 2005: Říjen pod mlhou (Demo, Selbstverlag)
- 2005: Z kraje mrtvých stínů… (Split-Demo mit Holomráz, Selbstverlag)
- 2006: Stíny (Instrumental-Demo, Selbstverlag)
- 2006: Stíny (Album, Insikt / Ars Magna Recordings)
- 2007: Trist / Kaxur / Holomráz (Split-Demo mit Kaxur und Holomráz, Selbstverlag)
- 2007: Slunce v snovém kraji, rozplývání, echa… (Download-Album, Selbstverlag)
- 2007: Sebevražední andělé (Album, De Tenebrarum Principio)
- 2007: Zrcadlení melancholie (Album, De Tenebrarum Principio)
- 2007: Korium / Trist (Split-EP mit Korium, Ruin Productions)
- 2007: Black Veils (Split-EP mit Through the Pain, Selbstverlag)
- 2008: Grimnir / Trist / Regnum / Hypothermia (Split-EP mit Grimnir, Regnum und Hypothermia, Raging Bloodlust Records)
- 2008: Zjitřená bolest (Kompilation, Dismal Cursings)
- 2009: Ve snech nekrvácím (Demo, Selbstverlag)
- 2012: Trist / Lonesummer (Split-EP mit Lonesummer, Ars Magna Recordings)
- 2012: Nostalgie (EP, Fallen Empire Records)
- 2012: Nostalgie III / Fäerie Was Already There (Split-EP mit Nuit Noire, Fallen Empire Records)
- 2013: Večerní samoty (EP, Mýtina)